# Judith DeLozier
Judith DeLozier is een Amerikaanse trainer en schrijfster in Neurolinguïstisch programmeren (NLP).
DeLozier studeerde aan de Universiteit van Californië Santa Cruz, waar zij een bachelor behaalde in antropologie en een bachelor en master in theologie. Verder had ze een bijzondere interesse voor de epistemologie van Gregory Bateson.

## NLP
Hier was zij student van John Grinder en Richard Bandler. In een groep studenten van Grinder werkte ze intensief mee aan de ontwikkeling van modellen en processen in NLP. Ze werkte 14 jaar samen met Grinder als  Grinder, DeLozier, and Associates en publiceerde samen met hem Turtles All The Way Down. Ze was betrokken als medeauteur aan Neuro-Linguistic Programming Deel I in 1980 met Robert Dilts, John Grinder en Richard Bandler en werkte een belangrijk deel uit van de NLP-theorie van reframen.
Nadat Grinder en DeLozier hun samenwerking hadden beëindigd werkte Grinder verder met Carmen Bostic St Clair. DeLozier werd mede-eigenaar van de NLP University in Santa Cruz (Californië), samen met onder andere Robert Dilts met wie ze in 2000 The Encyclopedia of Systemic Neuro-linguistic programming and NLP New Coding publiceerde, een uitgebreid overzicht van het terrein van Neurolinguïstisch programmeren. Samen met Dilts schreef ze verder Leaves Before the Wind (1989) en Map and Territory (1997). Ze werkte mee aan de ontwikkeling van een aantal projecten op het gebied van Systeem NLP, die zich uitstrekten over terreinen als gezondheidszorg en multiculturele competenties en het modelleren van leiderschap. DeLozier was trainer voor NLP in veel landen ter wereld.